# Lewiatan (potwór)

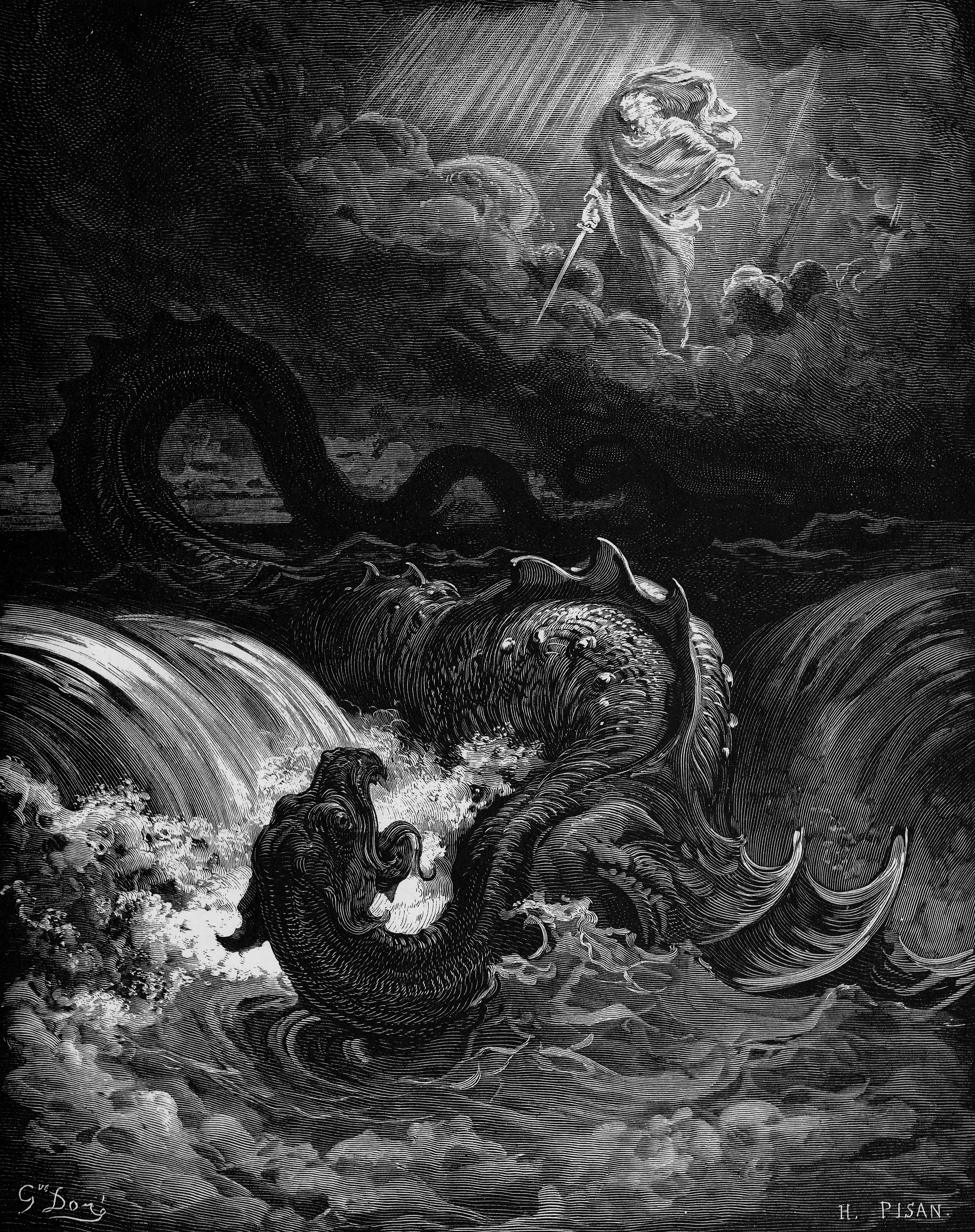
Zniszczenie Lewiatana, grafika Gustave’a Dorégo z 1865

Lewiatan (hebr. לִוְיָתָן, Liwjatan, jid. Lewjosn) – legendarny potwór morski, wspominany w kilku miejscach w Starym Testamencie.
Słowo „lewiatan” używane jest także na określenie dużego zwierzęcia morskiego. W literaturze nowożytnej (np. w Moby Dicku Hermana Melville’a), odnosi się często do wielorybów. We współczesnym języku hebrajskim oznacza po prostu wieloryba.

## Pochodzenie nazwy
Słowo Lewiatan pochodzi najprawdopodobniej od określenia lwy (arab. lawiya), oznaczającego skręcać, zwijać.

## Odniesienia w Biblii

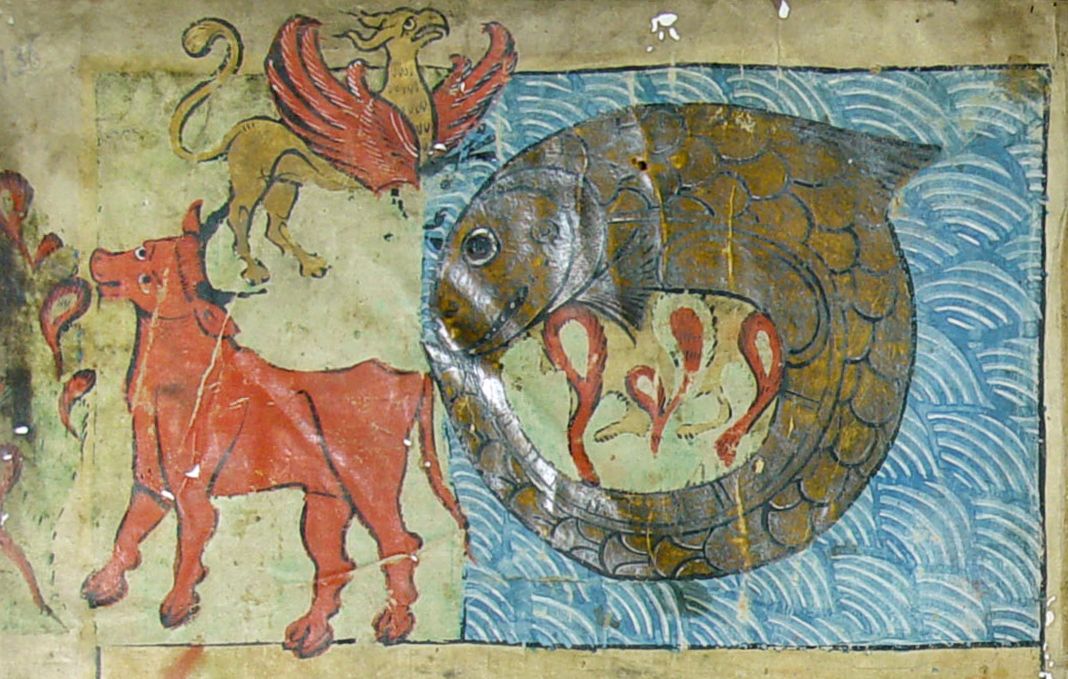
Lewiatan, Behemot i Ziz

Lewiatan pojawia się w Biblii w pięciu miejscach. W Księdze Hioba cały rozdział 41 poświęcony jest opisowi tego stworzenia.
- Księga Hioba 3:8 – Niech ją przeklną złorzeczący dniowi, którzy są zdolni obudzić Lewiatana[2].
- Księga Hioba 40:25 – 41:26 – Czy krokodyla [tj. Lewiatana] chwycisz na wędkę lub sznurem wyciągniesz mu język, czy przeciągniesz mu powróz przez nozdrza, a szczękę hakiem przewiercisz? Może cię poprosi o łaskę? czy powie ci dobre słowo? Czy zawrze z tobą przymierze, czy wciągniesz go na stałe do służby? Czy pobawisz się nim jak z wróblem, czy zwiążesz go dla swych córek? Czy towarzysze go sprzedadzą, podzielą go między kupców? Czy przebijesz mu skórę harpunem, głowę mu dzidą przeszyjesz? Odważ się rękę nań włożyć, pamiętaj, nie wrócisz do walki. Zawiedzie twoja nadzieja, bo już sam jego widok przeraża. Kto się ośmieli go zbudzić? Któż mu wystąpi naprzeciw? Kto się odważy go dotknąć bezkarnie? – Nikt zgoła pod całym niebem. Głosu jego nie zdołam przemilczeć, o sile wiem – niezrównana. Czy odchyli kto brzeg pancerza i podejdzie z podwójnym wędzidłem? Czy otworzy mu paszczy podwoje? Strasznie jest spojrzeć mu w zęby. Grzbiet ma jak płyty u tarczy, spojone jakby pieczęcią. Mocno ze sobą złączone, powietrze nawet nie przejdzie. Tak jedna przylega do drugiej, że nie można rozluźnić połączeń. Jego kichanie olśniewa blaskiem, oczy – jak powieki zorzy: z ust mu płomienie buchają, sypią się iskry ogniste. Dym wydobywa się z nozdrzy, jak z kotła pełnego wrzątku. Oddechem rozpala węgle, z paszczy tryska mu ogień. W szyi się kryje jego potęga, przed nim skacząc biegnie przestrach, części ciała spojone, jakby ulane, nieporuszone. Serce ma twarde jak skała, jak dolny kamień młyński. Gdy wstaje, mocni drżą ze strachu i przerażeni tracą przytomność. Bo cięcie mieczem bez skutku, jak dzida, strzała czy oszczep. Dla niego żelazo – to plewy, brąz – niby drzewo zbutwiałe. Nie płoszy go strzała z łuku, kamień z procy jest źdźbłem dla niego. Dla niego źdźbłem maczuga, śmieje się z dzidy lecącej. Pod nim są ostre skorupy, ślad jakby wału zostawia na błocie. Głębię wód wzburzy jak kocioł, na wrzątek ją zdoła przemienić. Za nim smuga się świeci na wodzie, topiel podobna do siwizny. Nie ma mu równego na ziemi, uczyniono go nieustraszonym: Każde mocne zwierzę się lęka jego, króla wszystkich stworzeń[3].
- Księga Psalmów 74:14 – Ty zmiażdżyłeś łby Lewiatana, wydałeś go na żer potworom morskim[4].
- Księga Psalmów 104:24-26 – Jak liczne są dzieła Twoje, Panie! Ty wszystko mądrze uczyniłeś: ziemia jest pełna Twych stworzeń. Oto morze wielkie, długie i szerokie, a w nim jest bez liku żyjątek i zwierząt wielkich i małych. Tamtędy wędrują okręty, i Lewiatan, którego stworzyłeś na to, aby w nim igrał[5].
- Księga Izajasza 27:1 – W ów dzień Pan ukarze swym mieczem twardym, wielkim i mocnym, Lewiatana, węża płochliwego, Lewiatana, węża krętego; zabije też potwora morskiego[6].

Behemot i Lewiatan (autor William Blake)

## Literatura apokryficzna
Lewiatan pojawia się także w apokryficznej Księdze Henocha, gdzie opisywany jest jako istota rodzaju żeńskiego, w przeciwieństwie do Behemota: 

W owym dniu zostaną rozłączone od siebie dwa potwory: żeński potwór, któremu na imię Lewiatan, zamieszka głębokości morza nad źródłami wód, natomiast [potwór] męski o imieniu Behemot zajmie swoją piersią ogromną pustynię zwaną Dendain, [leżącą] na wschód od ogrodu, gdzie mieszkają wybrani i sprawiedliwi, gdzie mój pradziad został przyjęty, będący siódmy od Adama, pierwszego człowieka, którego stworzył Pan Duchów.

Według 4 Księgi Ezdrasza 6,49-52 Lewiatan wraz z Behemotem staną się pokarmem dla wybranych.

## Judaizm
Święto żydowskie Sukkot kończy się opuszczeniem przez Żydów namiotów (sukkah) i wypowiadaniem słów: Niech to będzie Twoja wola Panie, nasz Boże i Boże naszych ojców, że jako że mieszkałem w tym namiocie, abym mógł w przyszłym roku zamieszkać w namiocie ze skóry Lewiatana. Następny rok w Jerozolimie. Żydowski modlitewnik Artscroll nawiązuje do tych słów, informując, że Lewiatan był potworną rybą stworzoną piątego dnia. Dalej przeczytać można, iż Miszna (Nezikin, Bava Bathra 74b) wspomina o tym, że mięso z zabitego Lewiatana zostanie podane prawym ludziom podczas Sądu Ostatecznego, a skóra potwora użyta do pokrycia namiotu, w którym odbędzie się uczta.
Podczas innego święta, Szawuot, w aszkenazyjskich synagogach odśpiewywany jest natomiast aramejski poemat liturgiczny Akdamut, zawierający m.in. opis walki Lewiatana z Behemotem, zakończonej zabiciem obu zwierząt przez Boga. Pojawia się tam również wzmianka o tym, że z pięknej skóry Lewiatana Bóg stworzy schronienie dla prawych, którzy będą jeść mięso Behemota i Lewiatana podczas radosnego przyjęcia dla nich wyprawionego.

### Żydowskie legendy i literatura rabiniczna
Słowo „Lewiatan” pojawia się w komentarzu Szlomo Jicchakiego (Rasziego) na temat ustępu w Księdze Rodzaju 1:21, mówiącego: Tak stworzył Bóg wielkie potwory morskie i wszelkiego rodzaju pływające istoty żywe, którymi zaroiły się wody, oraz wszelkie ptactwo skrzydlate różnego rodzaju. W hebrajskim oryginale wielkie potwory morskie to taninim. Raszi pisze: Zgodnie z legendą, odnosi się to do Lewiatana i jego towarzyszy. Bóg stworzył samca i samicę Lewiatana, później zabił samicę i zostawił dla prawych, ponieważ gdyby Lewiatany rozmnożyły się, świat nie wytrzymałby tego.
W żydowskiej legendzie zapisanej w midraszu Pirke de-Rabbi Eliezer z VIII/IX w., pojawiła się informacja, że ryba, która połknęła Jonasza, ledwo co uniknęła pożarcia przez Lewiatana, który zjadał jednego wieloryba dziennie.
W hymnie autorstwa Eleazara Kalira, Lewiatan jest wężem, który otacza Ziemię, trzymając ogon w pysku, podobnie jak grecki Uroboros lub nordycki Jormungand.
W literaturze kabalistycznej Lewiatan symbolizował Samaela (anioła śmierci, oskarżyciela, uwodziciela, ducha zniszczenia), który w przyszłości miał zginąć.
Poza legendą o podaniu mięsa Lewiatana (jak również Behemota i Ziza) prawym podczas Sądu Ostatecznego, wzmianki o tym stworzeniu interpretowane są jako symbolizującym morze (podczas gdy Behemot – ziemię, a Ziz – powietrze).

### W sztuce

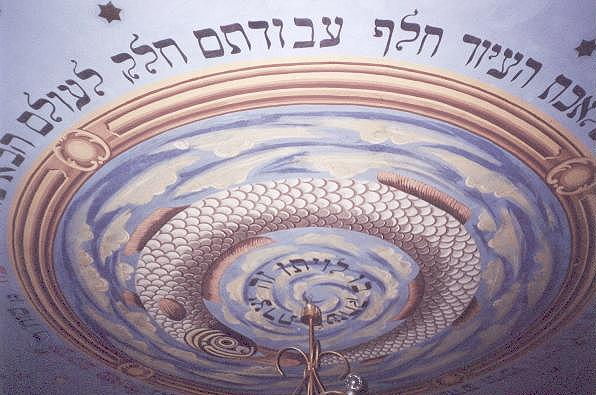
Lewiatan w synagodze w Niebylcu, okolony inskrypcją Ps 104,26: Lewiatan, którego stworzyłeś na to, aby w nim [morzu] igrał

W żydowskiej sztuce liturgicznej Lewiatan przedstawiany był pod postacią węża lub ryby. Częste były także wyobrażenia potwora jako pół ryby, pół węża. Stworzenie to było przedstawiane jako zwinięte w wieczny krąg, w który wpisywano czasem łódź lub Szor ha-bora(w tradycji żydowskiej – zwierzę pasące się na rajskich łąkach, które po nadejściu Mesjasza ma zostać zabite, a z jego mięsa zostanie przyrządzona uczta dla sprawiedliwych). Wśród Żydów polskich wizerunek Lewiatana pojawiał się najczęściej w drewnianych aronot ha-kodesz, w polichromiach synagogalnych, na macewach oraz na dnach miedzianych naczyń, służących do rytualnych obmywań.

## Chrześcijaństwo

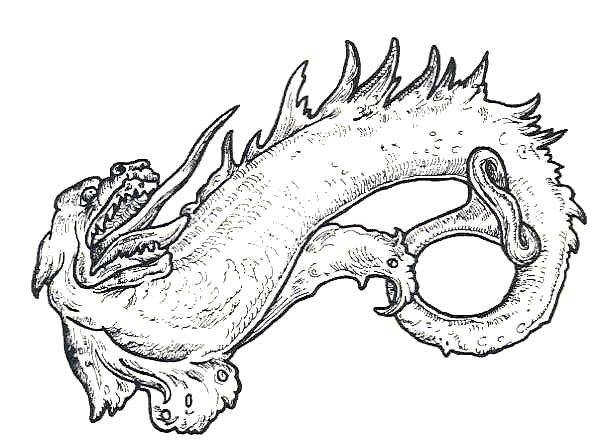
Wyobrażenie Lewiatana często spotykane w grymuarach

W tradycji chrześcijańskiej występuje kilka interpretacji Lewiatana.

### Lewiatan jako zwierzę
W Księdze Hioba, zarówno Behemot, jak i Lewiatan wymieniane są wraz z całym szeregiem pospolitych zwierząt, takich jak kozy, orły i jastrzębie. Stąd część chrześcijańskich uczonych przypuszczała, że biblijne wzmianki o obu potworach odnosiły się do istniejących zwierząt. Wspominano o krokodylu nilowym (podobnie jak Lewiatan, jest on stworzeniem wodnym, wyposażonym w ostre zęby i ciało pokryte łuskami). Inni sugerowali, że być może opis potwora tyczy się wieloryba, choć można znaleźć tam wzmiankę, że z paszczy tryska mu ogień (Hi 41:13).
Niektórzy kreacjoniści twierdzą, że Lewiatan był dinozaurem, takim jak parazaurolof (który był jednak zwierzęciem roślinożernym i lądowym) lub wielkim morskim gadem – kronozaurem (zwierzę to nie miało jednak pancerza i wężowatego ciała). Inni kreacjoniści są zdania, że Lewiatanem był wielki krewny krokodyli, sarkozuch, który najlepiej pasuje do opisu zawartego w Biblii. Natomiast Philip J. Senter wykazał, że Lewiatan nie mógł być dinozaurem ani mezozoicznym gadem morskim.

### Metaforyczne interpretacje

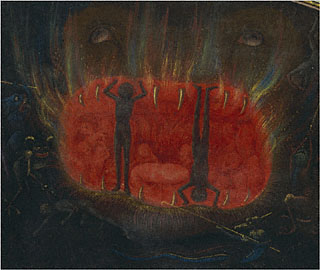
XV-wieczne wyobrażenie „piekielnej paszczy” (Hellmouth) autorstwa Simona Marmiona (1425-1489)

W literaturze chrześcijańskiej Lewiatan jest często wyobrażeniem Szatana, zagrażającym istotom stworzonym przez Boga i próbującym je pożreć. Podobnego zdania był św. Tomasz z Akwinu, który opisywał Lewiatana jako demona zazdrości.
Lewiatan bywa łączony z motywem „piekielnej paszczy” (Hellmouth), potwornej istoty, w pysku której skazani na potępienie znikną podczas Sądu Ostatecznego. Stwór taki pojawiał się w sztuce anglosaskiej od ok. 800 r., a później motyw ten rozprzestrzenił się na całą Europę.

Jeden z najsłynniejszych literackich opisów Lewiatana jako Szatana pojawia się w poemacie Williama Blake’a Zaślubiny nieba i piekła: 

Bo oto, spomiędzy pająków czarnych i białych, chmura i ogień buchnęły i potoczyły się przez głębię, czerniąc wszystko pod sobą, tak że się głębia dna stawała czarna jak morze i toczyła się z hukiem straszliwym; teraz pod nami nic widać nie było, tylko burzę czarną, aż, ku wschodowi patrząc, między chmurami i falami ujrzeliśmy wodospad krwi z ogniem zmieszanej, a na kilka rzutów kamienia od nas pojawił się i pogrążył znowu łuszczasty splot jakiegoś potwornego węża; w końcu na wschodzie, w odległości około trzech stai zjawił się nad falami grzbień ognisty; wznosił się z wolna jak gań skał złotych, aż postrzegliśmy dwie kule szkarłatnego ognia, od których morze pierzchało w chmurach dymu; i zobaczyliśmy teraz, że jest to głowa Lewiatana; czoło jego dzieliły pasy zieleni i purpury i czerwone dychawki zwisały tuż ponad oszalałą pianą, czarna toń farbując smugi krwi, a przybliżał się ku nam z całą furią istoty duchem obdarzonej.

### Legenda sylwestrowa
W średniowieczu znana była legenda o uwięzieniu w roku 317 Lewiatana w podziemiach Lateranu (ówczesnej siedziby papieży) przez papieża Sylwestra I. Pod koniec X wieku ludzie spodziewali się nadejścia nadzwyczajnych zdarzeń. Proroctwa Sybilli powiadały, że wraz z przełomem wieków potwór wydostanie się z więzienia i zniszczy ziemię oraz niebo. Przerażenie wzmagała zbieżność tych wizji z nowotestamentową Apokalipsą św. Jana. Znaku zapowiadającego katastrofę dopatrywano się również w osobie ówczesnego papieża, który uprawiał jakoby praktyki czarnoksięskie (w istocie wykształcony był w matematyce, mechanice i astronomii, budował zegary i instrumenty astronomiczne), a przy tym przybrał imię Sylwestra II. Budziło to podejrzenia, że jeden Sylwester uwięził smoka, a drugi go wypuści. Według legendy, gdy nastał nowy rok 1000, a spodziewana katastrofa nie nadeszła, lud ogarnęła euforia. Cieszono się i bawiono do następnego dnia. Zdarzenie to miało dać początek corocznym sylwestrowym zabawom.

## Analogie w literaturze bliskowschodniej
Żydowskie podania o Lewiatanie przypominają kanaanickie legendy o konfrontacji pomiędzy bogiem Baalem i siedmiogłowym potworem Lotanem, którego pokonuje. Tymczasem w babilońskim eposie Enuma elisz, pojawia się historia walki boga Marduka z potworem morskim, jego babką i boginią chaosu oraz stworzenia Tiamat. Została ona pokonana, a z jej ciała powstaje ziemia i niebo. Te mity starożytnych ludów śródziemnomorskich najprawdopodobniej miały wpływ na powstanie legend żydowskich o Lewiatanie.

## Lewiatan w literaturze
Lewiatan to tytuł traktatu filozoficznego napisanego przez Thomasa Hobbesa i opublikowanego w 1651 roku. Dzieło to dotyczy struktury społeczeństwa i usankcjonowanego rządu i jest uznawana za jeden z najwcześniejszych i najbardziej wpływowych przykładów teorii umowy społecznej.
W Raju utraconym Johna Miltona, słowo „Lewiatan” używane jest na określenie wielkości i siły Szatana, rządzącego wieloma królestwami:
| Ogromny Lewiatan, straszny potwór wodny,     |
| Przewala się na boki, lub leży swobodny,     |
| Wydając się zdaleka jak skały obszerne;      |
| Znowu, kiedy rozłoży swe płetwy niezmierne;  |
| Jak wyspa pływająca: puszcza się w bezdroża, |
| Połyka, i oddaje słone wody morza.           |

Wzmianka o Lewiatanie znajduje się także w Panu Tadeuszu Adama Mickiewicza, gdzie przywoływany jest on w opisie nieba i Gwiazdozbioru Smoka:
| I to wiadomo także u starych Litwinów               |
| (A wiadomość tę pono wzięli od rabinów),            |
| Że ów zodyjakowy Smok długi i gruby,                |
| Który gwiaździste wije po niebie przeguby,          |
| Którego mylnie Wężem chrzczą astronomowie,          |
| Jest nie wężem, lecz rybą, Lewiatan się zowie.      |
| Przed czasy mieszkał w morzach, ale po potopie      |
| Zdechł z niedostatku wody; więc na niebios stropie, |
| Tak dla osobliwości jako dla pamiątki,              |
| Anieli zawiesili jego martwe szczątki.              |
| Podobnie pleban mirski zawiesił w kościele          |
| Wykopane olbrzymów żebra i piszczele.               |

O Lewiatanie wspomina także Herman Melville w powieści Moby Dick z 1851 roku. Określenie to odnosi się tam do kaszalota.
Lewiatan to także tytuł powieści detektywistycznej autorstwa Borisa Akunina z 1998 r., będącej trzecią częścią cyklu o Eraście Fandorinie.
Wzmianka o Lewiatanie pojawiła się też w Balladynie Juliusza Słowackiego (akt III scena 4):
(...)Sztuczka diabła! zrobili ze mnie wieloryba Lewiatana w złocistym płaszczu, z brodą siwą.
Lewiatan występuje też w wierszu Czesława Miłosza pt. „Tak mało”:
Paszcza lewiatana zamykała się na mnie.

## Lewiatan w satanizmie

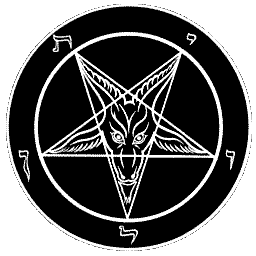
Pentagram Bafometa

Według twórcy Kościoła Szatana, Antona Szandora LaVeya, Lewiatan symbolizuje żywioł wody (łączący się z życiem i stworzeniem) oraz kierunek zachodni. W biblii satanistycznej jest on wymieniany jako jeden z Czterech Koronnych Książąt Piekieł (co zostało zainspirowane przez treść XV-wiecznej Księgę Świętej Magii Abramelina Maga).
Kościół Szatana używa także pentagramu Bafometa, na którego rogach widnieją litery hebrajskie. Zaczynając od najniższego z nich i posuwając się przeciwnie z ruchem wskazówek zegara (w hebrajskim czyta się wspak), litery układają się w słowo „לִוְיָתָן” (LVIThN), czyli „Lewiatan”.